# Carlo Nocella
Carlo Nocella (Roma, 25 novembre 1826 – Roma, 22 luglio 1908) è stato un cardinale italiano.

## Biografia
Nacque a Roma il 25 novembre 1826 da Vincenzo e da Maria Salvati.
Dal 1899 al 1901 fu patriarca titolate di Antiochia e, dal 1901 al 1903 patriarca titolare di Costantinopoli.
Papa Leone XIII lo elevò al rango di cardinale nel concistoro del 22 giugno 1903.
Morì a Roma il 22 luglio 1908 all'età di 81 anni.

## Genealogia episcopale
La genealogia episcopale è:
- Cardinale Scipione Rebiba
- Cardinale Giulio Antonio Santori
- Cardinale Girolamo Bernerio, O.P.
- Arcivescovo Galeazzo Sanvitale
- Cardinale Ludovico Ludovisi
- Cardinale Luigi Caetani
- Cardinale Ulderico Carpegna
- Cardinale Paluzzo Paluzzi Altieri degli Albertoni
- Papa Benedetto XIII
- Papa Benedetto XIV
- Papa Clemente XIII
- Cardinale Bernardino Giraud
- Cardinale Alessandro Mattei
- Cardinale Pietro Francesco Galleffi
- Cardinale Giacomo Filippo Fransoni
- Cardinale Carlo Sacconi
- Cardinale Edward Henry Howard
- Cardinale Mariano Rampolla del Tindaro
- Cardinale Carlo Nocella